# Voluntad Cívica - Partido Verde
Voluntad Cívica - Partido Verde (en mongol: Иргэний Зориг – Ногоон Нам; translit: Irgenii Zorig – Nogoon Nam) es un partido político de Mongolia de ideología ecologista y liberal fundado el 28 de enero de 2012 por la fusión del Partido Verde de Mongolia y el Partido de la Voluntad Cívica.[cita requerida]
El Partido Verde y el Partido de la Voluntad Cívica habían formado previamente coaliciones en numerosas ocasiones, destacando las elecciones legislaivas de 2000, donde lograron un escaño en el Gran Jural del Estado. En las elecciones de 2008, ambos partidos obtuvieron un escaño cada uno por separado.
El Séptimo Congreso del Partido de la Voluntad Cívica formó el Partido de la Voluntad Cívica - Verde. Con la fusión, el nuevo partido tenía dos miembros en el Gran Jural, el presidente del partido, Dangaasürengiin Enkhbat, y la primera vicepresidenta, Sanjaasürengiin Oyuun. E. Zorigt trabajó como Asesor de Asuntos de Naturaleza y Medio Ambiente del Presidente.
Durante el Octavo Congreso del Partido de la Voluntad Civil, celebrado el 28 de enero de 2012, el partido cambió su nombre por el de Voluntad Cívica - Partido Verde, y aprobó la decisión de tener hasta tres presidentes y adoptar una nueva bandera y símbolo. Los cambios fueron presentados a la Corte Suprema, que luego fueron aprobados el 12 de marzo de 2012. Muchos miembros se opusieron a la fusión, y algunas personas bloquearon la solicitud ante la Corte Suprema durante más de seis meses.
En las elecciones legislativas de 2012, el partido retuvo sus dos escaños en el Gran Jural y obtuvo el 5,20% de los votos, un considerable aumento con respecto al resultado de sus predecesores separados. La formación pasó a su vez a integrar el oficialismo nacional en un gobierno de coalición con el Partido Democrático y la Coalición de Justicia. De cara a las elecciones de 2016, sin embargo, debido al cambio de sistema electoral por uno de escrutinio mayoritario uninominal sin escaños designados proporcionalmente, y al descontento público para con el gobierno por la mala situación económica, el partido perdió sus dos escaños y se vio fuera del Gran Jural, con menos de un 1% de los votos.
En las elecciones legislativas de 2020, el partido formó parte del grupo Nuestra Coalición, pero no obtuvo ningún escaños propio.